# John Mandeville (cónego)
John Mandeville (1655 – 21 de janeiro de 1725) foi um cónego de Windsor de 1709 a 1722 e deão de Peterborough de 1722 a 1725.

## Carreira
Ele foi educado no Worksop College e no St John's College, Cambridge, onde se formou BA em 1673, MA em 1677 e DD em 1694.
Ele foi nomeado:
- Reitor de Dry Drayton, Cambridge 1690-1691
- Capelão do Rei e da Rainha 1690 - 1725
- Reitor de Santa Maria Madalena, Old Fish Street 1691 - 1713
- Prebendário de Lincoln 1695
- Chanceler de Lincoln 1695 - 1713
- Arquidiácono de Lincoln 1709 - 1725
- Deão de Peterborough 1722-1725
- Prebendário de Westminster 1722-1725

Ele foi nomeado para a oitava bancada na Capela de São Jorge, Castelo de Windsor em 1709, e manteve a posição até 1722.